# Parachionolaena
Parachionolaena é um proposto género botânico pertencente à família Asteraceae. É proposto como sendo distinto do género Chionolaena de modo a incluir a espécie Parachionolaena colombiana, descrita anteriormente de forma dúbia como Chionolaena colombiana. Não é, no entanto, um género totalmente estabelecido.